# Gaberasa
Gaberasa là một chi bướm đêm thuộc họ Erebidae.